# 褐擬鮟鱇
褐擬鮟鱇（学名：Lophiodes infrabrunneus），為輻鰭魚綱鮟鱇目鮟鱇亞目鮟鱇科的其中一種，分布於西太平洋區，從日本南部至澳洲西北部海域，棲息深度494-1560公尺，體長可達25.9公分，生活在大陸坡，為深海底棲性魚類，屬肉食性，生活習性不明。

## 擴展閱讀
維基物種上的相關：褐擬鮟鱇